# Тимса-Арена
«Тимса Арена»(тур. Timsah Arena; «Крокодил арена») —  современный многофункциональный  стадион в Бурсе, Турция. Является домашним стадионом футбольного клуба «Бурсаспор». Вместимость стадиона — 43 331. Был открыт 21 декабря 2015 года.

## История
Строительство стадиона началось 1 июня 2011 года турецкой компанией «Гинташ иншаат». Стоимость проекта $78 млн.
11 февраля 2015 года был передан Мэрией города Бурса в ведение футбольного клуба «Бурспаспор».
Стадион был открыт при участии Президента Турции Реджепа Тайипа Эрдогана 21 декабря 2015 года. В матче открытия сыграли команды ветеранов..

## Параметры стадиона
Стадион представляет собой спортивный комплекс, состоящий из футбольного поля с трибунами, вместимостью 43 331 человек. Внешний вид стадиона выполнен в зеленых тонах и напоминает крокодила, часть фасада стадиона выполнена в виде головы рептилии.